# Sabbioni (Crema)
Sabbioni (I Sabiù in dialetto cremasco) è un quartiere suburbano di Crema, posto a sud-ovest del centro storico.

## Storia
I toponimi Sabbioni e Sabbione sono assai comuni in tutta la provincia di Cremona e indicano località, cascine e nomi di campi; l’origine è inequivocabilmente legata all’affioro di depositi sabbiosi in superficie generalmente collegabile a dinamiche fluviali; nel caso specifico è probabile conseguenza della sedimentazione di depositi provenienti dall’antica palude del Moso.
Corrisponde alla porzione meridionale dell’antico comune di Porta Ombriano che comprendeva anche la superficie sulla quale si è sviluppato l'attuale quartiere di San Carlo (parrocchia istituita nel 1975), una piccola porzione del quartiere di Crema Nuova (parrocchia istituita nel 1955) e la frazione dei Mosi (parrocchia istituita nel 1949).
La prima attestazione del nome è antica: tramite un documento datato al mese di giugno 1098 Giselberto III dei Conti di Bergamo donava al monastero di San Paolo d’Argon una terra arativa collocata presso Ombriano nel luogo ubi dicitur Sablone. Il nome ricorre poi in una serie di documenti del Codice diplomatico laudense: 1117, 1122, 1142 e 1143.
E ancora: nel 1170 Guido clericus ed minister S. Mariae de Crema riceveva dall’Abbazia di Cerreto due appezzamenti di terra a Capergnanica e ai Sabbioni. Evidentemente i possedimenti dell’abbazia cerretana giungevano fin quasi alle porte di Crema con conseguenti rapporti con le autorità civili ed ecclesiastiche come dimostra nel 1232 una vertenza tra l’abbazia stessa e Ponziano dei Conti di Camisano per la quale fu scelto quale arbitro Attone de Sabiono.
Fin da tempo remoti quest’area è attraversata dalla strada Crema-Lodi che secondo alcuni storici sarebbe di origine romana, parte del tracciato che collegava Pavia a Brescia  e lungo la quale sorsero le due chiese della Madonna del Pilastrello e di San Lorenzo.
Giusto tra Ombriano e Sabbioni si accamparono, nel 1514, le truppe sforzesche guidate dal capitano Silvio Savelli che assieme ai tremila fanti spagnoli capeggiati dal condottiero Prospero Colonna cingevano la città di Crema. E proprio presso l’accampamento sforzesco, tra il 25 ed il 26 agosto, avvenne l’attacco progettato da Renzo da Ceri che determinò la liberazione della città dall’accerchiamento; infatti, il Colonna non intervenne e fuggì verso Romanengo.

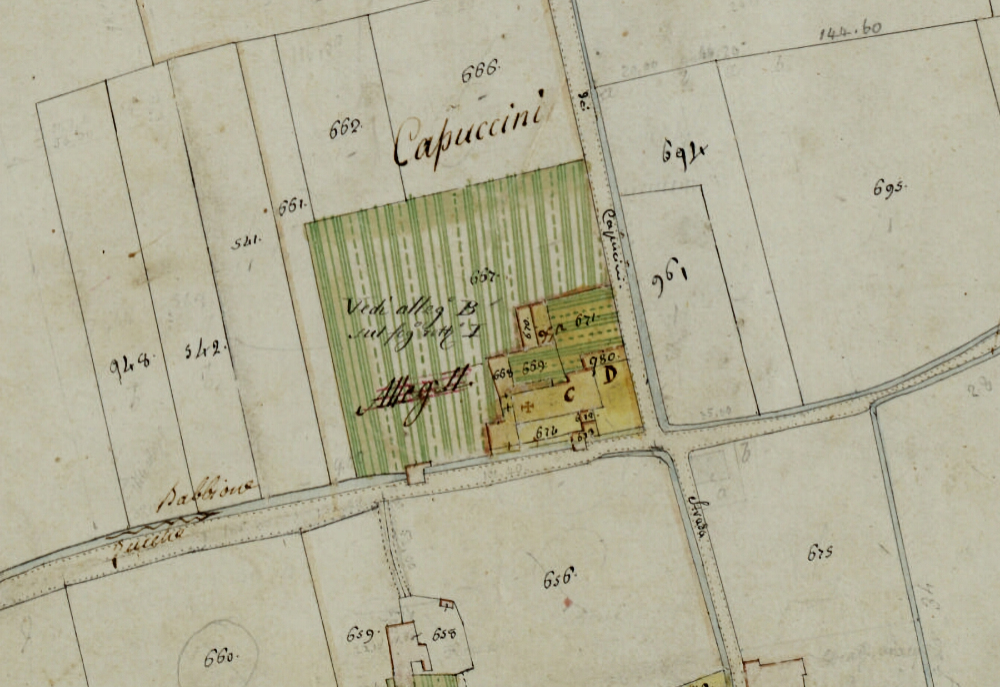
La chiesa, il convento e il vasto brolo dei Cappuccini, estratto dalla mappa Mappa originale del Comune censuario di Porta Ombriano, anni 1832-1852, conservata presso l'Archivio di Stato di Milano.

Grazie ad alcune donazioni la comunità religiosa dell'ordine dei frati minori cappuccini ottenne ai Sabbioni un terreno sul quale a partire dal 17 aprile 1575 iniziò a costruire il proprio convento terminato in soli sei mesi; durante la visita Castelli del 1579, osservando lo stato di profondo degrado in cui versava la chiesa di San Lorenzo, il prelato ne ordinava la demolizione autorizzando il recupero del materiale utile per la costruzione della nuova chiesa dei frati terminata e consacrata nel 1582 e ampliata il secolo successivo. In quell’epoca era parte dei confini parrocchiali della chiesa della Santissima Trinità.
Nella notte del 10 maggio 1796 attorno alla Madonna del Pilastrello vi si accampò la cavalleria napoletana che, al soldo delle truppe austriache, si stava ritirando dopo la battaglia di Lodi. I Sabbioni non erano ancora che un gruppetto di case.
L’editto di Saint Cloud, decretò nell’anno 1804 l’estensione anche alle province italiane il divieto di sepoltura nei centri abitati sancendo, di fatto, la fine delle fosse comuni e delle loro conseguenze igieniche cosicché fu individuato in un terreno posto poco distante dalla cascina Camporelle di Porta Ombriano il luogo ove costruire il cimitero del centro murato, l’attuale cimitero maggiore. Sempre in epoca napoleonica decretarono la soppressione del convento ma i frati ottennero di ritornarvi nel 1844.

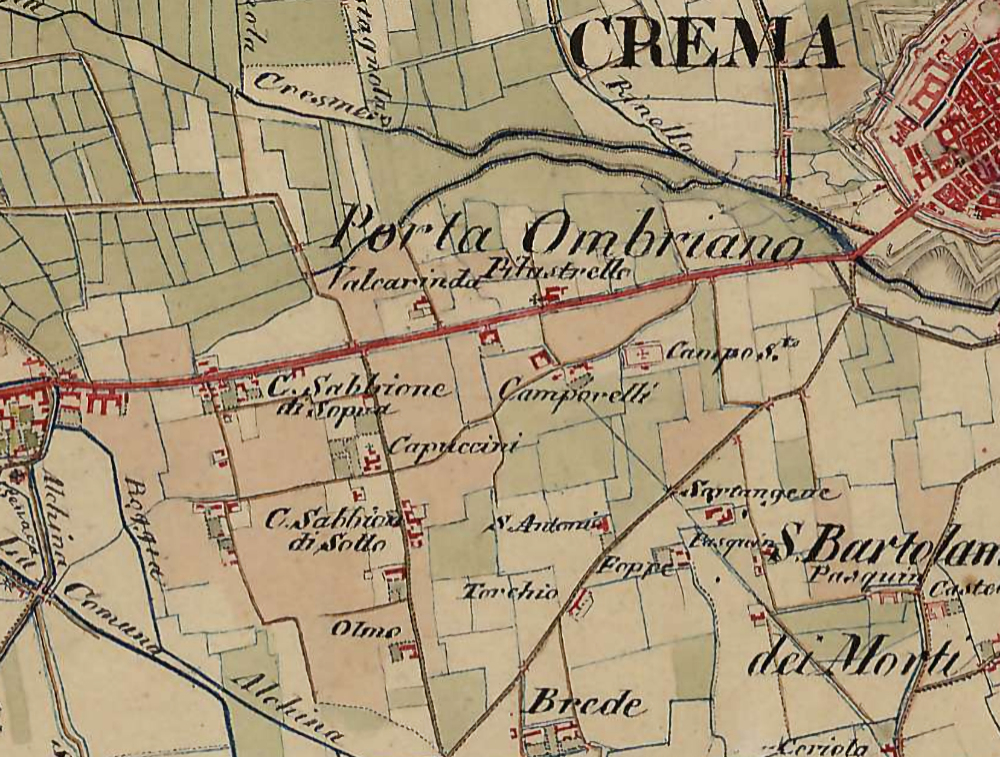
L'area dei Sabbioni nella prima metà del XIX secolo. Estratto dalla mappa Lombardei, Venedig, Parma, Modena (1818–1829) - Franziszeische Landesaufnahme, conservata presso l'Österreichisches Staatsarchiv.

Sia nella mappa del comune censuario di Porta Ombriano del 1814, sia in quella redatta tra il 1832 ed il 1852 l’area è seminata da piccoli insediamenti sparsi, senza un’unità urbanistica ben definita: le Taverne, le cascine Sabbioni di Sopra e Sabbioni di Sotto, il Vicolo delle Zucche, il convento, la cascina Valcarenga, la cascina Pilastrello (lievemente distaccata dalla chiesa, più a est), la cascina Camporelle e più a meridione, ormai in prossimità della strada per Capergnanica, le cascine Torchio, Foppe, Santangeli, Pasquina, Brede, Comuna, Pozzo.
Con regio decreto n. 2732 del 30 dicembre 1865 il Comune di Porta Ombriano fu soppresso e aggregato al Comune di Ombriano; due anni dopo, per l'applicazione delle leggi di eversione dell'asse ecclesiastico varate dal Regno d’Italia, il convento fu nuovamente soppresso ma i cappuccini poterono ritornare nel 1870.
Verso la fine del secolo iniziò a diffondersi una voglia di indipendenza religiosa che portò i frati ad iniziare una serie di interventi di ricostruzione del complesso ecclesiale partendo dal campanile (1900) fino alla ricostruzione totale della chiesa (1913).
Il regio decreto n. 951 aboliva anche il Comune di Ombriano e quindi l’area dei Sabbioni divenne parte del Comune di Crema.
Monsignor Francesco Maria Franco con data 10 agosto 1948 istituì la vicaria autonoma assegnando al padre guardiano le funzioni di parroco pur non essendo stata creata giuridicamente una parrocchia. La piena indipendenza dalla parrocchia di Ombriano avvenne nel 1960 per opera di monsignor Placido Maria Cambiaghi.
Negli ultimi decenni del XX secolo e ancora nei primi decenni del XXI secolo avvenne una significativa espansione edilizia e commerciale che ha portato il quartiere a fondersi, urbanisticamente, con quello limitrofo di Ombriano.

## Cultura

### Istruzione
Il quartiere ospita due scuole statali: la scuola dell'infanzia dedicata a Carlo Collodi e la scuola primaria intitolata a Gianni Rodari.

### Eventi
Il Presepe dei Sabbioni: attorno alla cappella della Natività sono stati ricreati ambienti e luoghi di lavoro con oggetti reali ispirati alla civiltà rurale cremasca nella prima metà del XX secolo.

## Monumenti e luoghi di interesse

### Architetture religiose

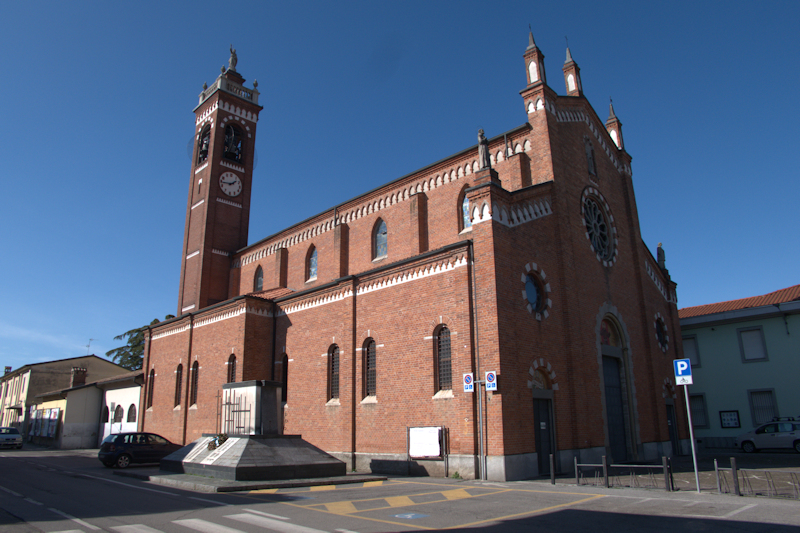
La chiesa parrocchiale.

- Chiesa parrocchiale dei santi Francesco d'Assisi e Lorenzo martire costruita in stile neogotico tra il 1910 e il 1913.
- Santuario della Madonna del Pilastrello.
- Cappella del Cimitero Maggiore.

### Altro
- Parco Bonaldi, vasto parco di origini private e da alcuni decenni di proprietà comunale, con essenze arboree annoverate tra gli alberi monumentali della Lombardia[24].